# Militär operation
En militär operation (även kallad för operativ nivå) är militära insatser som utförs på en militärstrategisk, operativ och taktisk nivå. De utförs av förband ur antingen grundorganisationen eller särskilda insatsenheter.

## Funktion
Den militära operationen är ett tydligt definierat uppdrag, med start på punkt A och slut på punkt B. Meningen med aktionen är att klara av målen för operationen snabbt och utan komplikationer. Den inblandade personalen genomför i regel övningar, så de är förberedda för operationens olika faser.
Den militära operationen är inom militären den teoretiska åtgärd som ligger mellan taktiken och strategin. Operationer är de planer som hela krigsmakten planeras följa under en väpnad konflikt, och läran om sådana planer. I modern krigföring är gränsen mellan strategi/operation och operation/taktik ibland suddig.

## Exempel
Operationer brukar ofta ha kodnamn. Detta inkluderar:
- Fall Gelb, Nazitysklands invasion av Belgien, Nederländerna och Frankrike 10 juni 1940.
- Operation Barbarossa, Nazitysklands invasion av Sovjetunionen 22 juni 1941.
- Operation Overlord, den allierade landstigningen i Normandie 6 juni 1944.